# Midway (Tennessee)
Midway é uma Região censo-designada localizada no estado norte-americano de Tennessee, no Condado de Washington.

## Demografia
Segundo o censo norte-americano de 2000, a sua população era de 2491 habitantes.

## Geografia
De acordo com o United States Census Bureau tem uma área de
16,0 km², dos quais 16,0 km² cobertos por terra e 0,0 km² cobertos por água. Midway localiza-se a aproximadamente 333 m acima do nível do mar.

## Localidades na vizinhança
O diagrama seguinte representa as localidades num raio de 12 km ao redor de Midway.